# 职业安全和卫生及工作环境公约
职业安全和卫生及工作环境公约（英語：Occupational Safety and Health Convention）是1981年6月22日第六十七国际劳工大会通过的一项公约，又称1981年职业安全和卫生公约，是国际劳工组织第155号公约(C155)。公约于1983年8月11日生效。

## 内容
公约第四条规定缔约国应制定、实施和定期审查有关职业安全、职业卫生及工作环境的连贯的国家政策，其目的是把工作环境中内在的危险因素减少到最低限度。

## 批准情形
截至目前，已有69个国家批准该公约。中国于2006年10月31日批准公约，公约于2008年1月25日对中国生效，适用于澳门，但不适用于香港。